# Марков, Николай Петрович (протоиерей)
Никола́й Петро́вич Ма́рков (1834, Курская губерния — 15 октября [27 октября] 1895, Чернигов) — православный протоиерей, ректор Черниговской духовной семинарии (1882—1892), духовный писатель и проповедник.

## Биография
Родился в семье священника. Окончил Курское духовное училище, затем Курскую духовную семинарию.
С 1857 по 1861 год (курс XX) учился в Киевской духовной академии. В период обучения в академии посещал лекции Хомякова и Бунге в Киевском университете. Также начал издавать в газете «День» свои литературные труды, состоял в переписке с Хомяковым и Аксаковым. Увлекался изучением русской литературы, особенно Пушкина, а также философией и русской историей. Окончил академию как старший кандидат богословия.
Был профессором церковной истории в Воронежской духовной семинарии. С 1864 по 1870 года в местном кадетском корпусе был преподавателем русской истории. В 1870 году вернулся в семинарию преподавателем истории философии, психологии и педагогики. Помимо преподавания в семинарии, Николай Петрович, также преподавал непродолжительный период в местной женской гимназии, а затем перешел законоучителем в местное училище и принял священный сан, после чего был приписан к Спасской церкви города Воронежа. Часто совершал проповеди в Митрофаниевском Благовещенском соборе, которые также издавались в печати.
Результатом его преподавания в семинарии стало написание труда по философии, который получил Макарьевскую премию и был одобрен учебным комитетом Синода в качестве учебного пособия для преподавания в духовных семинариях. Также, в этот период, им было напечатано исследование в «Журнале Министерства народного просвещения» о философе Сократе. Этому периоду его жизни также принадлежит исследование о реформе духовных учебных заведений, которое было напечатано в газете «День» и впоследствии было переиздано в составе сборника.
В 1882 году, по предложению учебного комитета Святейшего Синода, был назначен Черниговской духовной семинарии, куда прибыл в марте 1883 года. С 1883 по 1890 года был редактором неофициальной части «Черниговских епархиальных известий». В это период им были напечатаны работы посвященные Яносу Каменскому, Пушкину, Аксакову, Каткове, Гилярове-Платонове, Иване Федорове; работы по нравственности, о Крещении Руси и православных церковных праздниках.
В 1892 году был переведен с должности ректора на должность пресвитера Благовещенского собора в Москве, а затем, в 1893 году, сакелларием этого собора. В июне, того же года, был назначен благочинным всех придворных соборов и церквей города и настоятелем Верхоспасского собора. Являлся духовником князя Сергея Александровича и его супруги Елизаветы Федоровны. Последний год своей жизни состоял действительным членом Императорского Палестинского общества.
Умер 15 (27) октября 1895 года от рака кишечника.

## Сочинения
- Проявление внутренней жизни земли на ее поверхности. Kosmos. Entwurf einer physischen Weltbeschreibung, von A. von Humboldt, vierter Band. Stuttgart und Tübingen, 1858 : [Рец.]. - Б.м., [1858]. - 49 с. ;
- Значение Сократа как философа-педагога. III, Дух сократова метода / [Н. Марков]. - [Санкт-Петербург, 1871]. - 79-150 с. ;
- Обзор философских учений / Сост. преп. Воронеж. духов. семинарии свящ. Н. Марков. - Москва : тип. М.Н. Лаврова и К°, 1880. - VIII, 288, VI с.;
  - Обзор философских учений / Сост. преп. Воронеж. духов. семинарии свящ. Н. Марков. - 2-е изд. - Москва : тип. М.Н. Лаврова и К°, 1881. - VI, 228 с.;
- Слово на священное венчание их императорских величеств, сказанное в Черниговском кафедральном соборе ректором семинарии, протоиереем Николаем Марковым 16 мая 1883 г. - Чернигов : Губернская тип., 1883. - 9 с.;
- О священном венчании и помазании царей на царство: речь, сказанная на акте в Черниговской духовной семинарии ректором семинарии, протоиереем Н. Марковым, 17 мая 1883 г. - Чернигов : Губернская тип., 1883. - 12 с.;
- Слово в день памяти св. Кирилла и Мефодия, просветителей славянских : Говорено в церкви Черниг. д. семин. 11 мая Р. С. прот. Н. Марковым. - Чернигов : Губ. тип., 1884. - (2), 11 с.;
- Педагог древнего классического мира - философ Сократ / Соч. Прот. Н. Маркова. - Чернигов : Губ. тип., 1884. - (1), VI, 119 с.;
- О бессмертии и о будущем воскресении : Слово в день св. князя Михаила Черниг. и боярина его Феодора говор.... ректором Черниг. д. семинарии, прот. Н. Марковым. - Чернигов : Губ. тип., 1884. - [2], 13 с
- Слово в день рождения благочестивейшего государя императора Александра Александровича, самодержца всероссийского, 26 февраля / [Прот. Н. Марков]. - Чернигов : Губ. тип., 1885. - [2], 7 с
- Слово в день архангела Михаила и прочих бесплотных сил : Говоренное ректором Черниг. д. семинарии, прот. Н. Марковым. - Чернигов : тип. Губ. правл., 1885. - 8 с
- Педагог нового христианского мира славянин Амос Коменский / [Соч.] Прот. Н. Маркова, ректора Черниг. дух. семинарии. - Чернигов : тип. Губ. правл., 1885. - [2], 100, III с. ;
- Кончина и погребение высокопреосвященнейшего Серафима, архиепископа Воронежского и Задонского; Слова и речи. - Воронеж : тип. В.И. Исаева, 1886. - 86 с.
- Слово в великий пяток : О христианской любви к ближним : Произнесено в Семинарской церкви ректором Семинарии, прот. Н. Марковым. - Чернигов : тип. Губ. правл., 1886. - 8 с
- Слово в день Спаса Нерукотворенного Образа, 16 августа, о различных образах Богооткровения человеку, говоренное протоиереем Н. Марковым. - Чернигов : Тип. Губернского Правления, 1886. - 7 с.;
- Михаил Никифорович Катков : Дух, направление и значение его деятельности : (Очерк) : Произнес. в общ. собр. воспитанников Черниг. духов. семинарии ректором семинарии прот. Н. Марковым. - Чернигов : тип. Губ. правл., 1887. - (2), 16 с.;
- В чем состоит высшая любовь к отечеству (высший патриотизм): поучение в день памяти мученической кончины благовернаго князя Михаила и боярина его Феодора, черниговских чудотворцев, говоренное в семинарской церкви, 20 сентября 1888 года / ректором семинарии, протоиереем Н. Марковым. - Чернигов : Тип. Губернского правления, 1888. - 9 с.;
- Слово в неделю Православия, произнесенное протоиереем Николаем Марковым. - Чернигов, 1888 (Тип. Губернскаго Правления). - 7 с.;
- Современное размышление, внушаемое православному христианину древнецерковным "торжеством православия" / [Соч.] Лектора Черниг. духов. семинарии, прот. Н. Маркова. - Чернигов : лит. Губ. правл., 1892. - [2], 26 с